# Glastandkarpers
Glastandkarpers (Horaichthyinae) zijn een onderfamilie van straalvinnige vissen uit de orde van Geepachtigen (Beloniformes).

## Geslacht
- Horaichthys Kulkarni, 1940